# 白刺花
白刺花（学名：Sophora viciifolia var.  chuansiensis），又名铁马胡烧、马蹄针、狼牙刺等，豆科苦参属灌木，高1-2.5米，原产于中国华北、西北和西南部。其花花冠蝶形，白色，有香味，花期3至5月，干制之后可入中药，有清热解毒功效。

## 延伸阅读
[在维基数据编辑]
 《植物名實圖考·白刺花》，出自吳其濬《植物名實圖考》

## 外部連結
- 白刺花 Baicihua （页面存档备份，存于） 藥用植物圖像資料庫 (香港浸會大學中醫藥學院) （繁體中文）（英文）